# Martin Mystery
Martin Mystery is een Frans-Canadese animatieserie, geproduceerd door Marathon Media. De serie is gebaseerd op de Italiaanse stripserie Martin Mystère.
De serie is in Nederland in nagesynchroniseerde vorm vanaf 4 oktober 2004 te zien geweest op Jetix. De Vlaamse zender VT4 zond de reeks uit van oktober 2004 tot en met september 2007 in het Engels met Nederlandse ondertiteling.
In 2005 verschenen er drie dvd's van Bridge Entertainment Group met elk drie afleveringen.

## Verhaal
De serie draait om Martin Mystery, zijn stiefzus Diana Lombard en de neanderthaler Java. Samen werken ze voor Het Centrum; een geheime organisatie gespecialiseerd in het onderzoeken en eventueel bevechten van bovennatuurlijke bedreigingen zoals magische wezens of aliens. Hiertoe beschikt de organisatie over geavanceerde, veelal buitenaardse, technologie. Niet alle werknemers van de organisatie zijn menselijk. Zo is een van Martins beste vrienden binnen Het Centrum een kleine groene alien genaamd Billy.

## Personages
Martin Mysteryeen 16-jarige jongen met een passie voor het bovennatuurlijke. Bij het centrum staat hij bekend als een expert op het gebied van paranormale zaken, maar in de praktijk beseft hij vaak niet de ernst van een situatie. Daarbij vertoont hij vaak kinderlijk gedrag. Zo heeft hij een voorliefde voor slijmerige en smerige zaken. Hij houdt ervan practical jokes uit te halen.
Diana LombardMartins stiefzus. Ze is een serieuze, rationele 16-jarige student die in vrijwel niets op haar stiefbroer lijkt. Ze wil altijd Martin tot een serieuzer iemand maken. Ze heeft het niet zo op het paranormale, en probeert zaken altijd logisch te verklaren. Ze heeft de grootste moeite kalm te blijven in het bijzijn van Martin, en verkoopt hem geregeld een mep als hij te ver gaat.
Javaeen 200.000 jaar oude neanderthaler, die nu voor het centrum werkt. In het dagelijks leven is hij conciërge op de school van Martin en Diana. Java is uitzonderlijk sterk, maar niet bijster slim. Hij heeft dan ook moeite met hedendaagse situaties. Verder heeft hij een angst voor katten en hoogtes, maar houdt juist van spinnen en reptielen.
M.O.M.het hoofd van Het Centrum. Haar echte naam is onbekend. Vanuit haar kantoor houdt ze toezicht op elk teken van paranormale activiteit in de wereld. Ze heeft een droog gevoel voor humor. De initialen van haar codenaam staan voor "Mystery Organization Manager".
Billyeen kleine, groene, humanoïde alien die werkt voor Het Centrum als M.O.M.’s secretaris. Hij verplaatst zich meestal in een kleine hovercraft. Hij is meer een achtergrondpersonage. Hij begroet Martin, Diana en Java altijd wanneer ze het Centrum betreden en geeft hen dan korte uitleg over hun missie. Hij is op aarde gekomen tijdens het Roswellincident in 1947.
Jenni Andersoneen klasgenoot van Martin, op wie hij stapelverliefd is. Die liefde is echter niet wederzijds. Ze vindt Martin onvolwassen en zelfs een gek. Ze is de beste vriendin van Diana.
Gerard MysteryDe vader van Martin en stiefvader van Diana. Hij is getrouwd met Diana’s moeder toen Martin en Diana nog erg jong waren. Gerard is in tegenstelling tot zijn zoon zeer rationeel en denkt logisch na.

## Nederlandse stemmen
- Martin Mystery - Pim Veth
- M.O.M. - Nanette Edens[4]
- Billy - Roben Mitchell van den Dungen Bille
- Java - Timo Bakker
- Diana - Marieke de Kruijf

## Achtergrond
Martin Mysterys is geproduceerd door Marathon, en is net als andere series van Marathon getekend in een anime-achtige stijl. De serie brengt veel veranderingen aan ten opzichte van de strip. Zo werkt Martin in de strip voor zichzelf en niet voor het Centrum. Bovendien is Diana in de strip zijn vriendin en niet zijn stiefzus.
Het personage Martin Mystery heeft een gastrol in de serie Totally Spies! in de aflevering "Totally Mystery Much?". In de Nederlandse versie wordt Martins rol hervat door Pim Veth, maar wordt MOM ingesproken door Hilde de Mildt in plaats van Nanette Edens.